# Maskal, Tumkur
Maskal là một làng thuộc tehsil Tumkur, huyện Tumkur, bang Karnataka, Ấn Độ.